# Vřesovice, Prostějov
Vřesovice là một làng thuộc huyện Prostějov, vùng Olomoucký, Cộng hòa Séc.